# 가든파이브 아트홀
가든파이브 아트홀은 가든파이브 내 문화공연장으로 상권활성화를 위해 추진하는 가든파이브 문화특구사업의 일환으로 2011년 3월 11일에 개관된 복합공연장으로 서울문화재단 문화숲프로젝트에서 운영중이다.
공연장은 서울특별시 송파구 장지역 가든파이브 라이브 영관 10층 CGV 송파 내에 위치해 있다.
2014년 8월 31을 기점으로 현재 폐업.

## 규모
- 면적: 1,145 m2
- 객석수: 263석(휠체어석 3석 포함)